# دیژیتوکسین
دیژیتوکسین (به انگلیسی: Digitoxin) نوعی گلیکوزید قلبی با ساختار و خواص مشابه دیگوکسین است که به عنوان دارو استفاده میشود. این دارو از کبد دفع میشود و در بیمارانی که به دلیل نارسایی کلیه قادر به مصرف دیگوکسین نیستند تجویز میشود.